# 非對稱多處理
非對稱多處理（英語：Asymmetric multiprocessing，縮寫為AMP、ASMP），也譯為非對稱多重處理、非均衡多元處理，一種多元處理的架構。在這種架構下，存在多個處理器；每個中央處理器在某個特定時間內，被指定一個特定的任務去執行。在對稱多處理系統還沒完全發展好之前，它曾被視為是一種軟體的權宜之計，可以用來讓多個處理器同時運作。在對稱多處理系統開發好之後，現今它仍然被視為是一個較簡單廉價的軟體選項。